# 千葉泰久
千葉 泰久（ちば やすひさ、1944年〈昭和19年〉3月22日 - ）は、日本の経営者。宇部興産（現：UBE）相談役、日本化学会フェロー（元副会長）、日本商工会議所監事、宇部商工会議所会頭。

## 略歴
宇部市出身。山口県立宇部高等学校を経て東京大学工学部を卒業後、1968年（昭和43年）4月に宇部興産入社。1997年（平成9年）4月に化学・樹脂事業本部開発部長となり、同年6月、取締役に選任。
2001年（平成13年）6月の株主総会で取締役を退任し、常務執行役員化学生産本部長
に就任。その後2003年（平成15年）6月に再び取締役（専務待遇）に選任、専務執行役員化学生産本部長および研究開発本部長兼次世代事業開発室担当となる。
2005年（平成17年）4月、取締役専務執行役員グループ最高技術責任者（CTO）兼研究開発本部長に就任。同年6月29日の株主総会で代表取締役に選出、副社長執行役員に就任し、社長補佐、グループCTO兼環境安全部、宇部渉外部担当を兼務。
2007年（平成19年）からは宇部商工会議所常議員も務めた。その後2010年（平成22年）4月1日をもって代表取締役から退任し取締役となり、同年6月26日に開催された株主総会において取締役を退任、相談役に就任した。10月27日、宇部商工会議所会頭に就任。
2012年（平成24年）3月、日本化学会より『日本化学会フェロー』の称号が贈呈される。

## 主な公職
- 宇部興産学術振興財団評議員
- 日本商工会議所監事（2011年～）[4]
- 宇部商工会議所会頭
- 日本化学会副会長[5]
- 世界化学年日本委員会実行委員会副委員長[5]